# Luca Filippi
Luca Filippi (Savigliano, 9 agosto 1985) è un pilota automobilistico italiano.

## Carriera

### Gli esordi
All'età di otto anni inizia a correre nei go-kart. Nel 2002 vince la selezione "Astra e Autosprint cercano piloti" e inizia a gareggiare nella Mazda MX-5 Cup ottenendo una vittoria e due podi.
Nel 2003 partecipa al campionato di Formula Renault italiana chiudendo al terzo posto la winter series. Nel 2004 continua nella serie, concludendo il campionato al terzo posto, dietro al suo futuro rivale in GP2 Pastor Maldonado ed a Kohei Hirate. Passa poi alla F3000, vincendo il campionato italiano nel 2005, correndo per la Fisichella Motor Sport. A fine anno collauda per la prima volta una monoposto di Formula 1 della Minardi, nel loro ultimo test nella serie.

### GP2 (2006-2012)
Nel 2006 debutta in GP2 disputando 6 gare con la Fisichella Motor Sport con un quinto posto ad Imola. Poi passa, per le successive 12 gare, alla BCN Competición, concludendo a Monza con un quarto posto in gara 1.
Nel 2007 passa alla Super Nova, con cui ottiene la pole e la vittoria nella prima gara del primo round in Bahrain, ed il terzo posto nella seconda gara. Nel corso della stagione ottiene altri podi, tutti secondi posti, in Francia, due in Italia ed uno in Belgio, terminando la stagione al quarto posto. Il 14 novembre collauda la monoposto della Honda in Formula 1, ed il 6 dicembre quella della Super Aguri, battendo il titolare Takuma Satō. A Bologna, l'8 dicembre, Filippi è insignito del Casco d'Oro come miglior pilota italiano 2007.
Filippi viene nominato collaudatore ufficiale della Honda per il 2008. Per la stagione 2008 della GP2 Asia Series gareggia con il team malaysiano Meritus, vincendo il Gp di Indonesia a Sentul.
La stagione 2008 della GP2 Main Series si rivela invece molto difficile. Ingaggiato dal prestigioso Team ART Grand Prix, non riesce ad ottenere risultati di rilievo per una difficoltà d'adattamento alla nuova monoposto introdotta da Dallara; in aggiunta, voci non confermate parlano di un favoreggiamento da parte del team nei confronti di Romain Grosjean, vincitore con loro nella GP2 Asia. Dal GP di Hockenheim passa al Team Arden, rimpiazzando Yelmer Buurman e venendo sostituito da Sakon Yamamoto. I risultati però non cambiano, e Filippi fatica ad entrare nei punti. Una buona Gara-1 a Valencia gli permette di partire in pole position nella gara sprint della domenica, grazie alla griglia invertita. Dopo una dura lotta proprio con Grosjean, i due si toccano e a rimetterci è il francese costretto al ritiro, mentre Luca viene penalizzato con un drive-through (tramutato in 25 secondi aggiuntivi) e chiude 13°.
Conclude la stagione al 19° posto con soli 6 punti, conquistati grazie al podio in Gara-2 a Magny-Cours in condizioni miste e agli ottavi posti a Silverstone e Valencia.

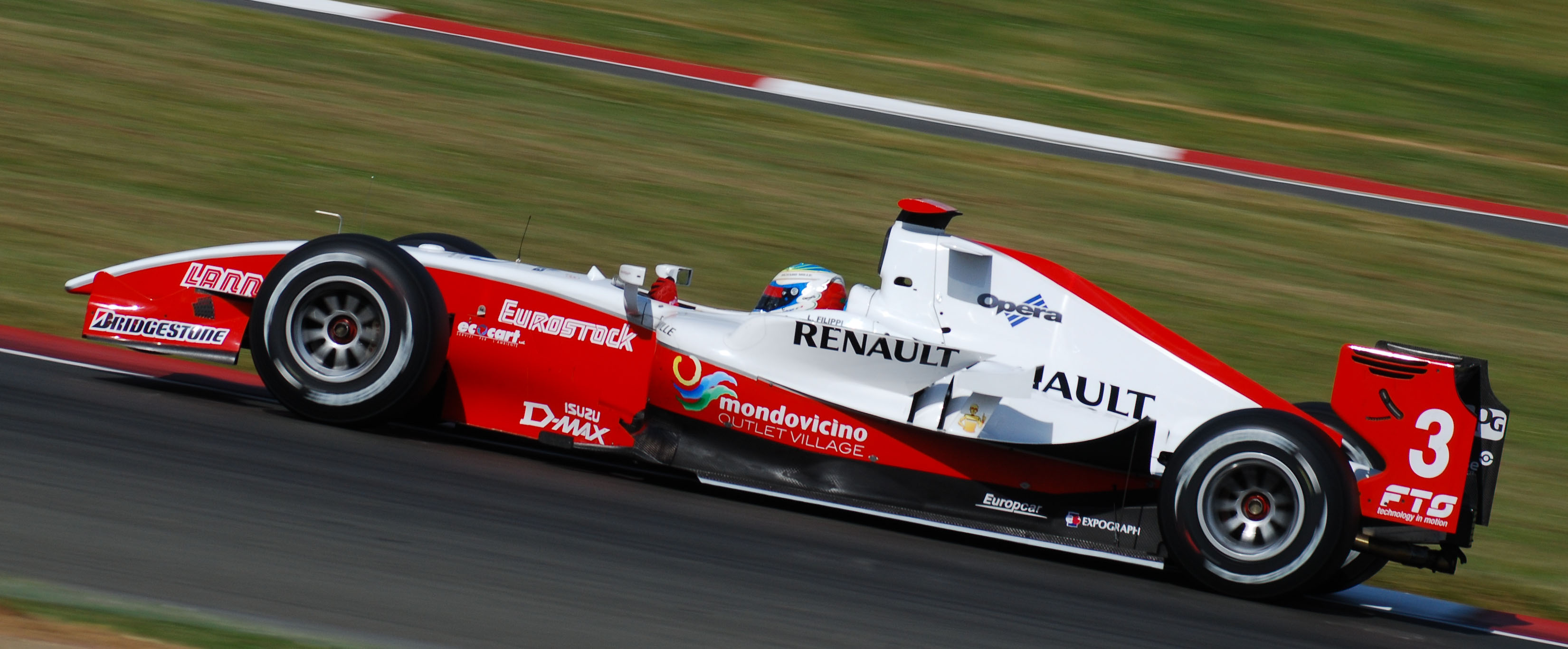
Filippi a Silverstone nel 2008

Nella stagione 2009 approda nuovamente alla Super Nova ed ottiene un quarto posto nella gara uno di Barcellona ed un secondo posto nella gara uno di Istanbul. Dopo una stagione ricca di alti e bassi, termina l'anno con la grande vittoria in Portogallo nell'ultima gara, chiudendo il campionato in quinta posizione.
Torna nuovamente al Team Meritus per la GP2 Asia, ottenendo la prima vittoria della scuderia in Bahrain e terminando al secondo posto.
Filippi corre la stagione 2010 di Auto GP con le scuderie Euronova Racing e Super Nova Racing, ottenendo tre podi in 10 gare, di cui due vittorie, una alla prima gara di Brno ed una all'ultima a Monza, concludendo quinto un campionato vinto da Romain Grosjean.

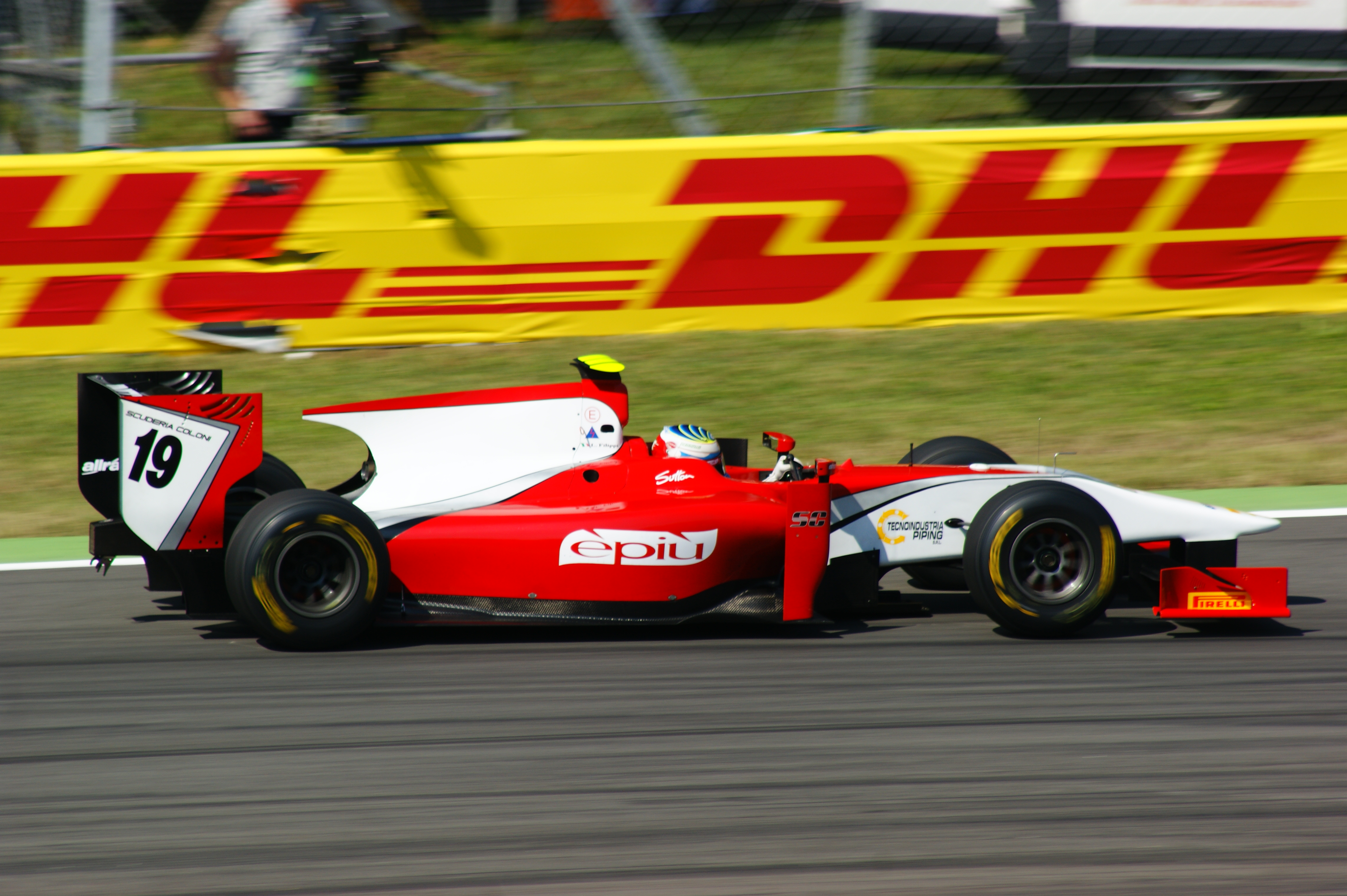
Filippi alla prima variante di Monza nel 2011

Per la stagione 2011 della GP2 firma nuovamente per la Super Nova al fianco del malaysiano Fairuz Fauzy. Dopo 10 gare, di cui due a punti, entrambe a Monaco, e tra cui un terzo posto, passa alla Scuderia Coloni al posto del connazionale Kevin Ceccon, che a sua volta aveva sostituito l'infortunato Davide Rigon. Subito alla prima gara al Nürburgring si qualifica secondo, ma ottiene vittoria e giro veloce, festeggiando nel migliore dei modi la sua centesima gara. Nella seconda gara ottiene il terzo posto. In Ungheria ottiene nuovamente il secondo tempo in qualifica, ma termina sesto, anche se con il giro veloce, ottenendo 4 punti, e nella seconda gara si ritira dopo 13 giri. Ancora una volta a Spa si qualifica secondo, e termina la prima gara quarto, per poi vincere con il giro veloce la seconda gara del giorno dopo. Nella sua gara di casa, a Monza, si qualifica sempre al secondo posto, ma in gara uno scavalca Charles Pic che partiva davanti a lui e vince, ottenendo anche il giro veloce. Questi risultati lo portano a battagliare per il secondo posto in classifica piloti, con lui, Pic, Jules Bianchi e Giedo van der Garde ancora matematicamente in lotta per il posto di vice-campione prima dell'ultima gara. Partendo ottavo, con Bianchi in pole position, alla prima curva viene speronato da Pic che si ritira, mentre Filippi continua seppure con la pancia sinistra leggermente danneggiata. Bianchi intanto aveva perso la prima posizione ed era diventato terzo, e con Filippi quinto sarebbero stati appaiati in quanto a punti, ma l'italiano sarebbe stato secondo avendo vinto più gare. A questo punto a Bianchi serviva il giro veloce per batterlo, ma è Filippi a farlo segnare, concludendo quindi il campionato secondo, con 1 punto di vantaggio su Bianchi, 2 su Pic e 5 su van der Garde. Guida anche la Super Nova in Auto GP, saltando due appuntamenti a Donington e terminando secondo, 3 punti dietro a Kevin Ceccon con una vittoria e sei podi all'attivo.
Il 7 marzo 2012 Filippi viene ingaggiato dalla scuderia Rahal Letterman Racing per correre in IndyCar, ma non riesce a disputare i primi quattro gran premi che la squadra ha disputato solamente con Takuma Satō. Non riesce a correre nemmeno alla 500 Miglia di Indianapolis in quanto viene sostituito dal messicano Michel Jourdain Jr. e nemmeno nel resto della stagione. Successivamente ritorna a correre in GP2 con la Scuderia Coloni, squadra con la quale ha corso anche nella stagione 2011, al posto di Stefano Coletti negli ultimi due eventi stagionali, vincendo Gara 1 a Monza.
Rimasto senza sedile, durante buona parte della stagione 2012 ha commentato le gare della IndyCar Series per Sky Sport al fianco di Carlo Vanzini. Per la stagione 2013 di Formula 1 Filippi continua la sua carriera da commentatore affiancando Vanzini, il collaudatore Ferrari Marc Gené e il campione del mondo 1997 Jacques Villeneuve.

### IndyCar Series (2013-2016)

#### 2013: Barracuda Racing
Il 2 agosto 2013 è stato scelto dal team Bryan Herta Autosport della Indycar come sostituto di Alex Tagliani, che aveva chiuso i rapporti con la scuderia per mancanza di risultati. Ha esordito in Indy sul circuito di Mid-Ohio, classificandosi al sedicesimo posto. Prende parte poi al Gran Premio di Baltimora ma non riesce a finire la gara. Nelle due gare di Houston ottiene rispettivamente la decima e la diciannovesima piazza (con giro veloce). Nella classifica finale è 30º con 53 punti.

#### 2014: RLL Racing
Nel 2014 è stato ingaggiato dal team Rahal Letterman Lanigan Racing per disputare gli eventi di Houston e Toronto. Nella prima gara a Houston, Filippi ottiene la quarta posizione nelle qualifiche, ma poi in gara, in condizioni di pioggia intermittente, commette un errore e pone fine alla sua gara mentre si trovava 7º. A Toronto, si corrono Gara 1 e Gara 2 nella stessa giornata, dal momento che al sabato l'evento viene rimandato causa pioggia. In Gara 1, partendo settimo, al via Filippi è protagonista di un contatto con Simon Pagenaud, che innesca poi una carambola. Mentre si trovava in quinta posizione, Filippi tocca il muro e danneggia la sua Dallara, ritirandosi. In Gara 2 si parte secondo la classifica piloti e Filippi parte in ultima posizione. Dopo pochi giri guadagna posizioni e si ritrova in quarta piazza. Quando comincia a piovere Filippi commette un errore finendo ancora una volta a muro; riesce a ripartire, ma perde posizioni. Poi resta coinvolto nella carambola innescata da Carlos Huertas e conclude 13º. Una penalità di tempo lo fa arretrare in 16ª posizione, per una sosta ai box quando la pitlane era chiusa.

#### 2015: CFH Racing

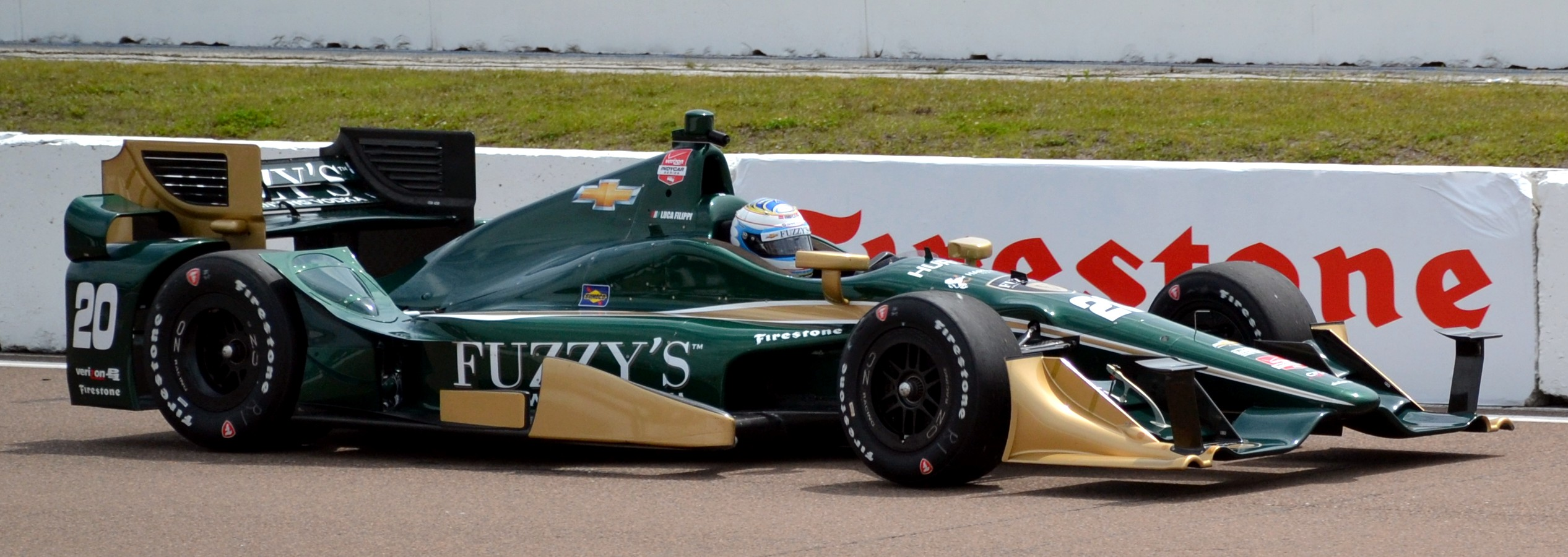
Luca Filippi in azione a St. Petersburg nel 2015

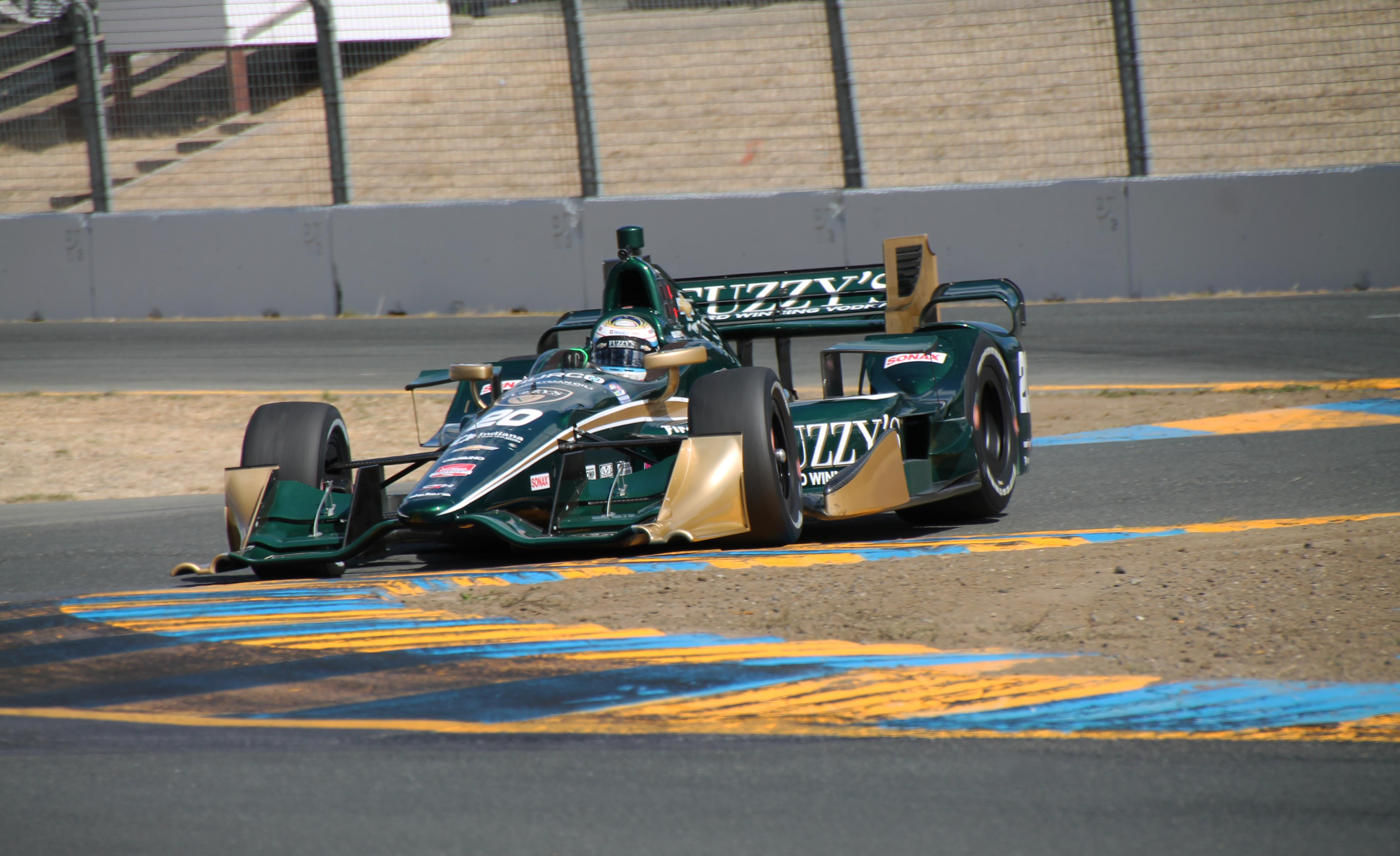
Luca Filippi a Sonoma nel 2015

Nel 2015 viene ingaggiato dal CFH Racing (nato dalla fusione dei team Ed Carpenter Racing e Fisher Hartman Racing) per correre tutte le gare sui circuiti cittadini e stradali della stagione. La vettura #20 viene invece portata in pista sugli ovali dal team owner, Ed Carpenter. Filippi è protagonista di alcune belle gare, tra cui i piazzamenti a punti di St. Petersburg e New Orleans, ma soprattutto a Toronto, dove l'italiano conquista il podio con un secondo posto alle spalle del compagno di squadra Josef Newgarden.
Tuttavia, Filippi rimane spesso vittima di episodi molto sfortunati che gli fanno perdere molti punti in classifica. A fine stagione, con l'uscita di Sarah Fisher dal team, Ed Carpenter riduce il suo impegno e decide di schierare la #20 solo sugli ovali nella stagione successiva (sarà invece poi affidata sugli stradali a Spencer Pigot a partire da metà anno).

#### 2016: Dale Coyne Racing
Per la stagione 2016, Luca Filippi riesce a stringere un accordo all'ultimo momento con il team Dale Coyne Racing per correre l'intera stagione al fianco di Conor Daly. Tuttavia, a causa della scarsa competitività della vettura e, ancora, di episodi sfortunati, l'italiano non riesce a conquistare risultati di rilievo nelle prime quattro gare della stagione. A Phoenix Filippi corre la sua prima gara su un circuito ovale, giungendo al traguardo in 20ª posizione. Alla vigilia del GP of Indianapolis, il team Coyne annuncia l'ingaggio del colombiano Gabby Chaves per l'evento e per la 100th Indianapolis 500, di fatto appiedando il pilota piemontese. Anche nelle successive tappe della stagione, la vettura numero #19 viene affidata a Chaves, che comunque non stupisce. Trovato il supporto di uno sponsor, Luca Filippi riesce a tornare in pista per il weekend di Toronto: in qualifica ottiene un'ottima 11ª posizione dopo alcuni mesi di inattività; in gara chiude solo 14º dopo aver mantenuto la top 10 per gran parte del GP, a causa di una strategia sfortunata, ma termina comunque davanti al compagno di squadra Conor Daly, superato all'ultimo giro.

### Formula E (2017-2018)

#### 2017-18: NIO Formula E Team
Il 2 ottobre 2017 viene ufficializzato il suo ingresso in Formula E con il NIO Formula E Team. Giunge decimo nella gara d'esordio ad Hong Kong nonostante un drive through ma nella gara successiva è costretto al ritiro. Durante la stagione non riesce ad ottenere risultati di rilievo e termina 21º con un solo punto all'attivo.

## Dopo il ritiro
Dopo aver lasciato le corse, è commentatore della Formula E su Mediaset, affiancando da esperto Max Cocchi.

## Risultati in carriera

### Carriera automobilistica
| Stagione | Serie                             | Scuderia               | Gare              | Pole              | Vittorie          | Podi              | Punti             | Pos.              |
| -------- | --------------------------------- | ---------------------- | ----------------- | ----------------- | ----------------- | ----------------- | ----------------- | ----------------- |
| 2005     | Formula 3000 italiana             | Fisichella Motor Sport | 8                 | 4                 | 4                 | 6                 | 65                | 1º                |
| 2006     | GP2 Series                        | Fisichella Motor Sport | 6                 | 0                 | 0                 | 0                 | 2                 | 19º               |
| 2006     | GP2 Series                        | BCN Competición        | 12                | 0                 | 0                 | 0                 | 5                 | 19º               |
| 2007     | GP2 Series                        | Super Nova Racing      | 21                | 2                 | 1                 | 6                 | 59                | 4º                |
| 2008     | Formula 1                         | Honda                  | Collaudatore      | Collaudatore      | Collaudatore      | Collaudatore      | Collaudatore      | Collaudatore      |
| 2008     | GP2 Asia Series                   | Qi-Meritus Mahara      | 10                | 0                 | 0                 | 0                 | 4                 | 17º               |
| 2008     | GP2 Series                        | ART Grand Prix         | 10                | 0                 | 0                 | 1                 | 5                 | 19º               |
| 2008     | GP2 Series                        | Arden International    | 10                | 0                 | 0                 | 0                 | 1                 | 19º               |
| 2009     | GP2 Asia Series                   | BCN Competición        | 2                 | 0                 | 0                 | 0                 | 0                 | NC                |
| 2009     | GP2 Series                        | Super Nova Racing      | 20                | 0                 | 1                 | 4                 | 40                | 5º                |
| 2010     | GP2 Asia Series                   | MalaysiaQi-Meritus.com | 8                 | 1                 | 1                 | 3                 | 39                | 2º                |
| 2010     | GP2 Series                        | Super Nova Racing      | 10                | 0                 | 0                 | 0                 | 5                 | 20º               |
| 2010     | Auto GP                           | Euronova Racing        | 6                 | 1                 | 1                 | 2                 | 23                | 5º                |
| 2010     | Auto GP                           | Super Nova Racing      | 4                 | 0                 | 1                 | 1                 | 11                | 5º                |
| 2011     | GP2 Asia Series                   | Scuderia Coloni        | 2                 | 0                 | 0                 | 0                 | 0                 | 20º               |
| 2011     | GP2 Series                        | Super Nova Racing      | 10                | 0                 | 0                 | 1                 | 9                 | 2º                |
| 2011     | GP2 Series                        | Scuderia Coloni        | 8                 | 0                 | 3                 | 4                 | 45                | 2º                |
| 2011     | Auto GP                           | Super Nova Racing      | 12                | 1                 | 1                 | 6                 | 127               | 2º                |
| 2012     | GP2 Series                        | Scuderia Coloni        | 3                 | 1                 | 1                 | 1                 | 29                | 16º               |
| 2013     | IndyCar Series                    | Barracuda Racing       | 4                 | 0                 | 0                 | 0                 | 53                | 30º               |
| 2014     | IndyCar Series                    | RLL Racing             | 4                 | 0                 | 0                 | 0                 | 46                | 28º               |
| 2015     | IndyCar Series                    | CFH Racing             | 10                | 0                 | 0                 | 1                 | 182               | 21º               |
| 2016     | IndyCar Series                    | Dale Coyne Racing      | 5                 | 0                 | 0                 | 0                 | 61                | 25º               |
| 2017-18  | Formula E                         | NIO Formula E Team     | 11                | 0                 | 0                 | 0                 | 1                 | 21º               |
| 2019     | TCR Europe                        | BRC Racing Team        | 14                | 1                 | 0                 | 1                 | 108               | 16º               |
| 2020     | World Touring Car Cup             | Team Mulsanne          | 11                | 0                 | 0                 | 0                 | 0                 | NC†               |
| 2020–21  | Formula E                         | Nio 333 FE Team        | Pilota di riserva | Pilota di riserva | Pilota di riserva | Pilota di riserva | Pilota di riserva | Pilota di riserva |
| 2021     | Pure ETCR Championship            | Romeo Ferraris/M1RA    | 5                 | 0                 | 0                 | 1                 | 218               | 7º                |
| 2021     | Campionato Italiano Gran Turismo  | RAM Autoracing         | 4                 | 0                 | 1                 | 0                 | 30                | 10°               |
| 2022     | FIA ETCR – eTouring Car World Cup | Romeo Ferraris         | 6                 | 0                 | 0                 | 0                 | 181               | 12º               |

### GP2 Series
(legenda) (Le gare in grassetto indicano la pole position) (Gare in corsivo indicano Gpv)
| Stagione | Squadra                | 1   | 2   | 3   | 4   | 5   | 6   | 7   | 8   | 9   | 10  | 11  | 12  | 13  | 14  | 15  | 16  | 17  | 18  | 19  | 20  | 21  | 22  | 23  | 24  | Punti | Pos. |
| -------- | ---------------------- | --- | --- | --- | --- | --- | --- | --- | --- | --- | --- | --- | --- | --- | --- | --- | --- | --- | --- | --- | --- | --- | --- | --- | --- | ----- | ---- |
| 2006     | Fisichella Motor Sport | VAL | VAL | IMO | IMO | NÜR | NÜR | CAT | CAT | MON |     |     |     |     |     |     |     |     |     |     |     |     |     |     |     | 7     | 19º  |
| 2006     | Fisichella Motor Sport | Rit | Rit | 11  | 5   | Rit | Rit |     |     |     |     |     |     |     |     |     |     |     |     |     |     |     |     |     |     | 7     | 19º  |
| 2006     | BCN Competición        |     |     |     |     |     |     |     |     |     | SIL | SIL | MAG | MAG | HOC | HOC | HUN | HUN | IST | IST | MNZ | MNZ |     |     |     | 7     | 19º  |
| 2006     | BCN Competición        |     |     |     |     |     |     |     |     |     | Rit | 9   | Rit | Rit | 21  | 16  | 12  | Rit | 10  | Rit | 4   | 7   |     |     |     | 7     | 19º  |
| 2007     | Super Nova Racing      | BHR | BHR | CAT | CAT | MON | MAG | MAG | SIL | SIL | NÜR | NÜR | HUN | HUN | IST | IST | MNZ | MNZ | SPA | SPA | VAL | VAL |     |     |     | 59    | 4º   |
| 2007     | Super Nova Racing      | 1   | 3   | Rit | 11  | 4   | 4   | 2   | 5   | 7   | Rit | Rit | Rit | 16  | Rit | 7   | 2   | 2   | 2   | 7   | 18  | 6   |     |     |     | 59    | 4º   |
| 2008     | ART Grand Prix         | CAT | CAT | IST | IST | MON | MON | MAG | MAG | SIL | SIL |     |     |     |     |     |     |     |     |     |     |     |     |     |     | 6     | 19º  |
| 2008     | ART Grand Prix         | 11  | Rit | 16  | 14  | Rit | 12  | 10  | 3   | 8   | Rit |     |     |     |     |     |     |     |     |     |     |     |     |     |     | 6     | 19º  |
| 2008     | Arden International    |     |     |     |     |     |     |     |     |     |     | NÜR | NÜR | HUN | HUN | VAL | VAL | SPA | SPA | MNZ | MNZ |     |     |     |     | 6     | 19º  |
| 2008     | Arden International    |     |     |     |     |     |     |     |     |     |     | Rit | Rit | 15  | NC  | 8   | 13  | 19  | Rit | Rit | Rit |     |     |     |     | 6     | 19º  |
| 2009     | Super Nova Racing      | CAT | CAT | MON | MON | IST | IST | SIL | SIL | NÜR | NÜR | HUN | HUN | VAL | VAL | SPA | SPA | MNZ | MNZ | ALG | ALG |     |     |     |     | 40    | 5º   |
| 2009     | Super Nova Racing      | 4   | 7   | Rit | NC  | 2   | Rit | 14  | 16  | Rit | 18  | 6   | 2   | 7   | Rit | Rit | Rit | Rit | Rit | 2   | 1   |     |     |     |     | 40    | 5º   |
| 2010     | Super Nova Racing      | CAT | CAT | MON | MON | IST | IST | VAL | VAL | SIL | SIL | HOC | HOC | HUN | HUN | SPA | SPA | MNZ | MNZ | YMC | YMC |     |     |     |     | 5     | 20º  |
| 2010     | Super Nova Racing      |     |     |     |     |     |     |     |     | 20  | 9   | 10  | 7   | 14  | 6   | 5   | Rit | Rit | 14  |     |     |     |     |     |     | 5     | 20º  |
| 2011     | Super Nova Racing      | IST | IST | CAT | CAT | MON | MON | VAL | VAL | SIL | SIL |     |     |     |     |     |     |     |     |     |     |     |     |     |     | 54    | 2º   |
| 2011     | Super Nova Racing      | Rit | 14  | Rit | Rit | 3   | 4   | Rit | 15  | 13  | 12  |     |     |     |     |     |     |     |     |     |     |     |     |     |     | 54    | 2º   |
| 2011     | Scuderia Coloni        |     |     |     |     |     |     |     |     |     |     | NÜR | NÜR | HUN | HUN | BEL | BEL | ITA | ITA |     |     |     |     |     |     | 54    | 2º   |
| 2011     | Scuderia Coloni        |     |     |     |     |     |     |     |     |     |     | 1   | 3   | 6   | Rit | 4   | 1   | 1   | 5   |     |     |     |     |     |     | 54    | 2º   |
| 2012     | Scuderia Coloni        | SEP | SEP | BHR | BHR | BHR | BHR | CAT | CAT | MON | MON | VAL | VAL | SIL | SIL | HOC | HOC | HUN | HUN | SPA | SPA | MNZ | MNZ | SGP | SGP | 29    | 16º  |
| 2012     | Scuderia Coloni        |     |     |     |     |     |     |     |     |     |     |     |     |     |     |     |     |     |     |     |     | 1   | 22  | Rit | NP  | 29    | 16º  |

### GP2 Asia Series
| Anno      | Scuderia               | 1    | 2    | 3    | 4    | 5    | 6    | 7    | 8    | 9    | 10   | 11   | 12   | Punti | Pos. |
| --------- | ---------------------- | ---- | ---- | ---- | ---- | ---- | ---- | ---- | ---- | ---- | ---- | ---- | ---- | ----- | ---- |
| 2008      | Qi-Meritus Mahara      | DUB1 | DUB1 | SEN  | SEN  | SEP  | SEP  | BHR  | BHR  | DUB2 | DUB2 |      |      | 4     | 17º  |
| 2008      | Qi-Meritus Mahara      | 5    | Rit  | SQ   | 21   | Rit  | Rit  | Rit  | 11   | 12   | Rit  |      |      | 4     | 17º  |
| 2008–2009 | BCN Competición        | SHA  | SHA  | DUB  | DUB  | BHR1 | BHR1 | LOS  | LOS  | SEP  | SEP  | BHR2 | BHR2 | 0     | NC   |
| 2008–2009 | BCN Competición        | Rit  | Rit  |      |      |      |      |      |      |      |      |      |      | 0     | NC   |
| 2009–2010 | MalaysiaQi-Meritus.com | YMC1 | YMC1 | YMC2 | YMC2 | BHR1 | BHR1 | BHR2 | BHR2 |      |      |      |      | 29    | 2º   |
| 2009–2010 | MalaysiaQi-Meritus.com | 2    | 8    | 14   | 17   | 2    | 18   | 1    | 8    |      |      |      |      | 29    | 2º   |
| 2011      | Scuderia Coloni        | YMC  | YMC  | IMO  | IMO  |      |      |      |      |      |      |      |      | 0     | 20º  |
| 2011      | Scuderia Coloni        | ABU  | ABU  | 20   | 10   |      |      |      |      |      |      |      |      | 0     | 20º  |

### Auto GP
| Anno | Scuderia          | 1   | 2   | 3   | 4   | 5   | 6   | 7   | 8   | 9   | 10  | 11  | 12  | 13  | 14  | Punti | Pos. |
| ---- | ----------------- | --- | --- | --- | --- | --- | --- | --- | --- | --- | --- | --- | --- | --- | --- | ----- | ---- |
| 2010 | Euronova Racing   | BRN | BRN | IMO | IMO | SPA | SPA | MAG | MAG |     |     |     |     |     |     | 34    | 5º   |
| 2010 | Euronova Racing   | 1   | 13  | 12  | Rit | 2   | 5   |     |     |     |     |     |     |     |     | 34    | 5º   |
| 2010 | Super Nova Racing |     |     |     |     |     |     |     |     | NAV | NAV | MNZ | MNZ |     |     | 34    | 5º   |
| 2010 | Super Nova Racing |     |     |     |     |     |     |     |     | 7   | Rit | 7   | 1   |     |     | 34    | 5º   |
| 2011 | Super Nova Racing | MNZ | MNZ | HUN | HUN | BRN | BRN | DON | DON | OSC | OSC | VAL | VAL | MUG | MUG | 127   | 2º   |
| 2011 | Super Nova Racing | 2   | 6   | 11  | 2   | 1   | 3   | 2   | 5   |     |     | 12  | 7   | 2   | 4   | 127   | 2º   |

### IndyCar Series
| Anno | Squadra                        | Telaio       | Motore    | 1      | 2      | 3      | 4      | 5      | 6    | 7     | 8      | 9       | 10      | 11  | 12     | 13      | 14      | 15  | 16     | 17      | 18      | 19  | Punti | Pos. |
| ---- | ------------------------------ | ------------ | --------- | ------ | ------ | ------ | ------ | ------ | ---- | ----- | ------ | ------- | ------- | --- | ------ | ------- | ------- | --- | ------ | ------- | ------- | --- | ----- | ---- |
| 2013 | Barracuda Racing               | Dallara DW12 | Honda     | STP    | ALA    | LBH    | SAO    | INDY   | DET1 | DET2  | TXS    | MIL     | IOW     | POC | TOR1   | TOR2    | MDO 16  | SNM | BAL 22 | HOU1 10 | HOU2 19 | FON | 53    | 30º  |
| 2014 | Rahal Letterman Lanigan Racing | Dallara DW12 | Honda     | STP    | LBH    | ALA    | IMS    | INDY   | DET1 | DET2  | TXS    | HOU1 21 | HOU2 15 | POC | IOW    | TOR1 22 | TOR2 16 | MDO | MIL    | SNM     | FON     |     | 46    | 28º  |
| 2015 | CFH Racing                     | Dallara DW12 | Chevrolet | STP 9  | NLA 10 | LBH 22 | ALA 11 | IMS 14 | INDY | DET 9 | DET 17 | TXS     | TOR 2   | FON | MIL    | IOW     | MDO 21  | POC | SNM 24 |         |         |     | 182   | 21º  |
| 2016 | Dale Coyne Racing              | Dallara DW12 | Honda     | STP 20 | PHX 20 | LBH 17 | ALA 18 | IGP    | INDY | DET   | DET    | FWH     | ROA     | IOW | TOR 14 | MID     | POC     | WGL | SON    |         |         |     | 61    | 26º  |

### Formula E
| Stagione | Squadra            | Vettura                    | 1      | 2       | 3      | 4      | 5      | 6      | 7      | 8   | 9      | 10      | 11     | 12      | Punti | Pos. |
| -------- | ------------------ | -------------------------- | ------ | ------- | ------ | ------ | ------ | ------ | ------ | --- | ------ | ------- | ------ | ------- | ----- | ---- |
| 2017-18  | NIO Formula E Team | Spark-NextEV NIO Sport 003 | HKG 10 | HKG Rit | MAR 16 | SAN 12 | MEX 14 | PDE 13 | ROM 13 | PAR | BER 17 | ZUR Rit | NYC 15 | NYC Rit | 1     | 21º  |

### TCR Europe
(legenda) (Le gare in grassetto indicano la pole position) (Gare in corsivo indicano Gpv)
| Anno | Team            | Vettura           | 1   | 2   | 3   | 4   | 5   | 6   | 7   | 8   | 9   | 10  | 11  | 12  | 13  | 14  | Punti | Pos. |
| ---- | --------------- | ----------------- | --- | --- | --- | --- | --- | --- | --- | --- | --- | --- | --- | --- | --- | --- | ----- | ---- |
| 2019 | BRC Racing Team | Hyundai i30 N TCR | HUN | HUN | HOC | HOC | SPA | SPA | RBR | RBR | OSC | OSC | CAT | CAT | MNZ | MNZ | 108   | 16º  |
| 2019 | BRC Racing Team | Hyundai i30 N TCR | 11  | Rit | Rit | 12  | 15  | 8   | 2   | 21† | 7   | 11  | 28† | 25  | Rit | 11  | 108   | 16º  |

### Campionato Italiano Gran Turismo
| Anno | Serie     | Classe     | Squadra        | Vettura         | Numero | Co-piloti                      | 1   | 2   | 3   | 4   | 5   | 6   | 7   | 8   | Punti Ass. | Pos. Ass. | Punti Clas. | Pos. Clas. |
| ---- | --------- | ---------- | -------------- | --------------- | ------ | ------------------------------ | --- | --- | --- | --- | --- | --- | --- | --- | ---------- | --------- | ----------- | ---------- |
| 2021 | Sprint    | GT3 PRO-AM | RAM Autoracing | Ferrari 488 GT3 | 58     | Alberto Lippi                  | MNZ | MNZ | MIS | MIS | IMO | IMO | MUG | MUG | 0 (7)      | NC        | 30          | 10º        |
| 2021 | Sprint    | GT3 PRO-AM | RAM Autoracing | Ferrari 488 GT3 | 58     | Alberto Lippi                  | 5   | 10  | 25  | Rit |     |     |     |     | 0 (7)      | NC        | 30          | 10º        |
| 2021 | Endurance | GT3 PRO    | Easy Race      | Ferrari 488 GT3 | 3      | Matteo Greco Fabrizio Crestani | PER | MUG | VAL | MNZ |     |     |     |     | 0 (5)      | NC        | 5*          | 12º        |
| 2021 | Endurance | GT3 PRO    | Easy Race      | Ferrari 488 GT3 | 3      | Matteo Greco Fabrizio Crestani | Rit | 6   |     |     |     |     |     |     | 0 (5)      | NC        | 5*          | 12º        |

* Stagione in corso.

### Pure ETCR /  ETCR
| Anno    | Squadra               | Vettura                | ITA | SPA | DAN | UNG | FRA |     | Punti | Pos. |
| ------- | --------------------- | ---------------------- | --- | --- | --- | --- | --- | --- | ----- | ---- |
| 2021    | Romeo Ferraris - M1RA | Alfa Romeo Giulia ETCR | 5   | 11  | 2   | 12  | 4   |     | 218   | 7°   |
| Anno    | Squadra               | Vettura                | FRA | UNG | SPA | BEL | ITA | GER | Punti | Pos. |
| 2022    | Romeo Ferraris - M1RA | Alfa Romeo Giulia ETCR | 12  | 10  | 12  | 10  | 10  | 7   | 181   | 12°  |
| Legenda |                       |                        |     |     |     |     |     |     |       |      |